# ارتش یکم (ورماخت)
ارتش یکم (به آلمانی:Armeeoberkommando 1 (AOK 1)) یکی از ارتش‌های میدانی ورماخت در جریان جنگ جهانی دوم بود که غالباً در جبهه غربی حضور داشت.

## تاریخچه عملیاتی

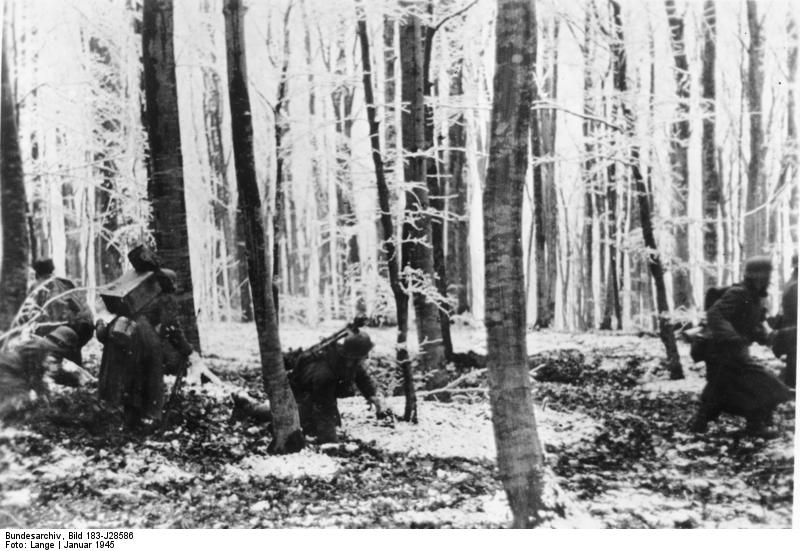

ارتش یکم ۲۶ اوت سال ۱۹۳۹، چند روز پیش از آغاز جنگ جهانی دوم، به فرماندهی ارتشبد اروین فن ویتسلیبن در منطقه نظامی شماره ۱۲ در غرب این کشور ایجاد شد. در جریان حمله آلمان به لهستان، مأموریت این ارتش به عنوان بخشی از گروه ارتش سی محافظت غیر تهاجمی از مرزهای غربی در طول خط دفاعی موسوم به دیوار غربی در موازات خط دفاعی ماژینو در مقابل متفقین بود. ارتش یکم در همین موقعیت در نبرد کوتاه مدت زار با قوای فرانسوی درگیر شد.
در جریان نبرد فرانسه، این ارتش از چهاردهم ژوئن سال ۱۹۴۰ در جنوب زاربروکن در گذر نهایی از خط دفاعی ماژینو مشارکت کرد. پس از اشغال فرانسه به دست آلمانی‌ها، این ارتش تا ماه مه سال ۱۹۴۲ در خط مرزی جداکننده مناطق اشغالی و اراضی تحت کنترل دولت فرانسه ویشی مستقر بود و پس از آن در استحکامات خط ساحلی موسوم به دیوار آتلانتیک در جنوب غربی فرانسه در برابر تهاجمات دریایی محتمل قرار گرفت.
پس از پیاده شدن موفقیت‌آمیز متفقین غربی در ساحل نرماندی در ماه ژوئن سال ۱۹۴۴ و عقب نشستن این ارتش به همراه سایر واحدهای آلمانی به سمت شرق، ارتش یکم در لورن مجدداً سازماندهی شد و در طول مرز فرانسه و آلمان مقابل حمله نیروهای آمریکایی که قصد عبور از رودخانه موزل و تصرف شهر متس را داشتند، ایستاد. با شکسته شدن این خط دفاعی و ادامه یورش نیروهای آمریکایی، ارتش یکم هر چه بیشتر به سمت مناطق مرکزی آلمان عقب‌نشینی کرد و برای حفظ مناطق صنعتی با اهمیت زارلاند در آن حالت تدافعی به خود گرفت.
در جریان عملیات تهاجمی ارتش آلمان در آردنن، ارتش یکم در نخستین روز از سال ۱۹۴۵ در عملیات نوردویند در مقابل ارتش هفتم ایالات متحده، با تحمل تلفات سنگین تنها موفق شد موقتاً اندکی دشمن را پس بزند که در حقیقت با توجه شکست در اهداف عملیاتی نوعی پیروزی شکست‌آمیز به حساب می‌آمد. با شکست در عملیات نوردویند، ارتش یکم بار دیگر به سمت شرق و این بار به مکان خط زیگفرید عقب رانده شد که با رخنه دشمن در این استحکامات، با دریافت دستور عقب‌نشینی به سمت رود دانوب، برای جلوگیری از افتادن در محاصره کامل، هر چه بیشتر مجبور به عقب‌نشینی در طول رودخانه راین شد. این ارتش نهایتاً ششم ماه مه سال ۱۹۴۵ با تسلیم کامل آلمان و پایان جنگ جهانی دوم در اروپا، شمال کوه‌های آلپ سلاح خود را بر زمین گذاشته دست از جنگ کشید.

## فرماندهان
| ر. | تصویر              | فرمانده                              | آغاز تصدی      | پایان تصدی     | طول دوران      |
| -- | ------------------ | ------------------------------------ | -------------- | -------------- | -------------- |
| ۱  | اروین فن ویتسلیبن  | ارتشبد اروین فن ویتسلیبن (۱۹۴۴–۱۸۸۱) | ۲۶ اوت ۱۹۳۹    | ۲۳ اکتبر ۱۹۴۰  | ۱ سال، ۵۸ روز  |
| ۲  | یوهانس بلاسکوویتس  | ارتشبد یوهانس بلاسکوویتس (۱۹۴۸–۱۸۸۳) | ۲۴ اکتبر ۱۹۴۰  | ۲ مه ۱۹۴۴      | ۳ سال، ۱۹۱ روز |
| ۳  | یوآخیم لملزن       | سپهبد یوآخیم لملزن (۱۹۵۴–۱۸۸۸)       | ۳ مه ۱۹۴۴      | ۳ ژوئن ۱۹۴۴    | ۳۱ روز         |
| ۴  | کورت فون شولری     | سپهبد کورت فون شولری (۱۹۴۵–۱۸۹۱)     | ۴ ژوئن ۱۹۴۴    | ۵ سپتامبر ۱۹۴۴ | ۹۳ روز         |
| ۵  | اتو فون کنوبلسدورف | سپهبد اتو فون کنوبلسدورف (۱۹۶۶–۱۸۸۶) | ۶ سپتامبر ۱۹۴۴ | ۲۹ نوامبر ۱۹۴۴ | ۸۴ روز         |
| ۶  | هانس فون اوبستفلدر | سپهبد هانس فون اوبستفلدر (۱۹۷۶–۱۸۸۶) | ۳۰ نوامبر ۱۹۴۴ | ۲ فوریه ۱۹۴۵   | ۶۴ روز         |
| ۷  | هرمان فورتش        | سپهبد هرمان فورتش (۱۹۶۱–۱۸۹۵)        | ۲۸ فوره ۱۹۴۵   | ۴ مه ۱۹۴۵      | ۶۵ روز         |
| ۸  | رودولف کوخ-ارپاخ   | سپهبد رودولف کوخ-ارپاخ (۱۹۷۱–۱۸۸۶)   | ۶ مه ۱۹۴۵      | ۸ مه ۱۹۴۵      | ۲ روز          |

### رئیس ستاد
- سرلشکر فردریخ میت (۲۶ مه ۱۹۳۹ – ۵ فوریه ۱۹۴۰)
- سرلشکر کارل هیلپرت (۵ فوریه ۱۹۴۰ – ۲۵ اکتبر ۱۹۴۰)
- سرهنگ ادگار روریخت (۲۵ اکتبر ۱۹۴۰ – ۱۶ ژوئن ۱۹۴۲، ارتقا به سرلشکر در ۱ فوریه ۱۹۴۲)
- سرلشکر آنتون رایکارد بکتولسایم (۱۶ ژوئن ۱۹۴۲ – ۱ اوت ۱۹۴۳)
- سرهنگ گرهارد فایربند (۱ اوت ۱۹۴۳ – ۱۰ سپتامبر ۱۹۴۴، ارتقا به سرلشکر در ۱ فوریه ۱۹۴۴)
- سرهنگ ویلی منتی (۱۰ سپتامبر ۱۹۴۴ – ۷ دسامبر ۱۹۴۴)
- سرهنگ والتر راینهارد (۷ دسامبر ۱۹۴۴ – ۲۰ فوریه ۱۹۴۵)
- سرلشکر وولف رودیگر هوزر (۲۰ فوریه ۱۹۴۵ – ۸ مه ۱۹۴۵)

## بخشی از واحد بزرگ‌تر
- ۲۶ اوت ۱۹۳۹ گروه ارتش سی
- ۲۷ اکتبر ۱۹۴۰ گروه ارتش دی
- ۱۳ مه ۱۹۴۴ گروه ارتش گی
- ۱۲ اوت ۱۹۴۴ گروه ارتش بی
- ۸ سپتامبر ۱۹۴۴ گروه ارتش گی

## تشکیلات نظامی
| واحدها زیر مجموعه | واحدها زیر مجموعه               |
| ----------------- | ------------------------------- |
| ۱۹۳۹              |                                 |
| ۹ سپتامبر         | سپاه ۹ سپاه ۲۴ سپاه ۱۲          |
| ۱۹۴۰              |                                 |
| ۱۰ مه             | سپاه ۱۲ سپاه ۲۴ سپاه ۳۰ سپاه ۳۷ |